# Vin Diesel
Mark Sinclair (okrug Alameda, 18. srpnja 1967.), poznatiji pod umjetničkim imenom Vin Diesel, američki je glumac i filmski producent. Jedan je od glumaca s najvećom zaradom u povijesti svjetske kinematografije, a najpoznatiji je po ulozi Dominica Toretta u medijskoj franšizi Brzi i žestoki.
Rođen u Kaliforniji, Diesel je studirao na Hunter Collegeu u New Yorku, gdje su ga studiji kreativnog pisanja potaknuli na pisanje scenarija. Napisao je, režirao, producirao i glumio u kratkom dramskom filmu Multi-Facial (1995.), a potom i u svom prvom dugometražnom filmu Strays (1997.). Postao je poznat krajem 1990-ih, a širu prepoznatljivost stekao je pojavom u filmu Stevena Spielberga Spašavanje vojnika Ryana (1998.). Uslijedili su komercijalno uspješni filmovi poput Vruća linija (2000.) i Čvrsta ruka mira (2005.). Stekao je slavu kao vodeća akcijska zvijezda, predvodeći brojne medijske franšize, uključujući Brzi i žestoki, xXx i Riddickove kronike.
Njegov rad na glasovnim ulogama uključuje animirani film Željezni div (1999.), videoigre The Chronicles of Riddick: Escape from Butcher Bay (2004.) i The Chronicles of Riddick: Assault on Dark Athena (2009.), kao i glas za Groota I i Groota II u Marvel Cinematic Universeu (MCU). Utjelovio je ovaj lik u šest superherojskih filmova, počevši s filmom Čuvari galaksije (2014.). Diesel je ponovno dao glas Grootu u animiranoj seriji kratkih filmova I Am Groot (2022. – 2023.), televizijskom specijalu The Guardians of the Galaxy Holiday Special (2022.), te u animiranom filmu Ralph ruši internet (2018.).
Osnovao je produkcijsku kuću One Race Films, gdje je također obavljao ulogu producenta ili izvršnog producenta za filmove u kojima je bio glavna zvijezda. Diesel je također osnovao diskografsku kuću Racetrack Records i studio za razvoj videoigara Tigon Studios, gdje je davao svoj glas i sudjelovao u snimanju pokreta za sve videoigre koje je izdao Tigon.

## Životopis
Diesel je rođen kao Mark Sinclair 18. srpnja 1967. u okrugu Alameda u Kaliforniji, gdje je rođena i njegova majka, premda se kasnije preselio u New York City sa svojim bratom blizancem Paulom. Njegova majka, Delora Sherleen Vincent (djevojački Sinclair), astrologinja je. Odgojili su ga majka bijele rase i posvojitelj Afroamerikanac Irving H. Vincent, koji je bio instruktor glume i menadžer kazališta. Diesel je izjavio da je „neodređene etničke pripadnosti.” Njegova majka ima škotske korijene. Nikada nije upoznao svog biološkog oca te je rekao: „Sve što znam od svoje majke je da imam poveznice s mnogim različitim kulturama.” Diesel vjeruje da bi veza njegovih roditelja u dijelovima Sjedinjenih Američkih Država bila ilegalna zbog zakona protiv miješanih brakova.
Diesel je prvi put nastupio na kazališnim daskama sa sedam godina, kada je nastupio u dječjoj predstavi „Dinosaur Door”, napisanoj od strane Barbare Garson. Predstava je izvedena u prostoru kazališta Theater for the New City u Greenwich Villageu u New Yorku. Njegovo sudjelovanje u predstavi dogodilo se nakon što su on, njegov brat i nekoliko prijatelja provalili u prostor kazališta na Jane Streetu s namjerom da ga vandaliziraju. Tamo ih je zatekla ravnateljica kazališta, Crystal Field, koja im je, umjesto da pozove policiju, ponudila uloge u nadolazećoj predstavi. Diesel je tijekom svojeg mladenaštva ostao povezan s kazalištem, a potom je pohađao Hunter College u New Yorku, gdje su ga studiji kreativnog pisanja nadahnuli da započne pisati scenarije. Sebe je opisao kao „svestranog” glumca.
Sinclair je počeo koristiti svoje umjetničko ime „Vin Diesel” dok je radio kao izbacivač u noćnom klubu Tunnel u New Yorku, želeći ime koje zvuči čvršće i prikladnije za njegovo zanimanje. Ime Vin potječe od prezimena Vincent, prezimena njegove majke iz braka, dok je nadimak Diesel dobio od prijatelja zbog svoje energije i neumorne naravi.

## Filmografija

### Film
| Godina | Film                             | Uloga                     | Bilješke                                             |
| ------ | -------------------------------- | ------------------------- | ---------------------------------------------------- |
| 1990.  | Buđenja                          | Bolničar                  | Nenaveden                                            |
| 1995.  | Multi-Facial                     | Mike                      | Kratki film; također scenarist, redatelj i producent |
| 1997.  | Strays                           | Rick                      | Također scenarist, redatelj i producent              |
| 1998.  | Spašavanje vojnika Ryana         | Adrian Caparzo            |                                                      |
| 1999.  | Željezni div                     | Željezni div (glas)       |                                                      |
| 2000.  | Vruća linija                     | Chris Varick              |                                                      |
| 2000.  | Planet tame                      | Richard B. Riddick        |                                                      |
| 2001.  | Brzi i žestoki                   | Dominic Toretto           |                                                      |
| 2001.  | Žestoki momci                    | Taylor Reese              |                                                      |
| 2002.  | xXx                              | Xander Cage               | Također izvršni producent                            |
| 2003.  | Turbo-Charged Prelude            | Dominic Toretto           | Kratki film; nenaveden; arhivske snimke              |
| 2003.  | Kartel                           | Sean Vetter               | Također producent                                    |
| 2004.  | Riddickove kronike               | Richard B. Riddick        | Također producent                                    |
| 2004.  | Riddickove kronike: Mračni bijes | Richard B. Riddick (glas) | Kratki film                                          |
| 2005.  | Čvrsta ruka mira                 | Poručnik Shane Wolfe      |                                                      |
| 2006.  | Dokaži krivnju                   | Jack DiNorscio            |                                                      |
| 2006.  | Brzi i žestoki: Tokio drift      | Dominic Toretto           | Cameo uloga                                          |
| 2008.  | Babylon A.D.                     | Hugo Cornelius Toorop     |                                                      |
| 2009.  | Brzi i žestoki: Povratak         | Dominic Toretto           | Također producent                                    |
| 2009.  | Los Bandoleros                   | Dominic Toretto           | Kratki film; također scenarist, redatelj i producent |
| 2011.  | Brzi i žestoki 5                 | Dominic Toretto           | Također producent                                    |
| 2013.  | Brzi i žestoki 6                 | Dominic Toretto           | Također producent                                    |
| 2013.  | Riddick: Blindsided              | Richard B. Riddick (glas) | Kratki film                                          |
| 2013.  | Riddick                          | Richard B. Riddick        | Također producent                                    |
| 2014.  | Čuvari galaksije                 | Groot (glas)              |                                                      |
| 2015.  | Brzi i žestoki 7                 | Dominic Toretto           | Također producent                                    |
| 2015.  | Posljednji lovac na vještice     | Kaulder                   | Također producent                                    |
| 2016.  | Dugo poluvrijeme Billyja Lynna   | Shroom                    |                                                      |
| 2017.  | xXx: Povratak Xandera Cagea      | Xander Cage               | Također producent                                    |
| 2017.  | Brzi i žestoki 8                 | Dominic Toretto           | Također producent                                    |
| 2017.  | Čuvari galaksije Vol. 2          | Groot (glas)              |                                                      |
| 2018.  | Osvetnici: Rat beskonačnosti     | Groot (glas)              |                                                      |
| 2018.  | Ralph ruši internet              | Groot (glas)              | Cameo uloga                                          |
| 2019.  | Osvetnici: Završnica             | Groot (glas)              |                                                      |
| 2020.  | Krvoproliće                      | Ray Garrison / Bloodshot  | Također producent                                    |
| 2021.  | Brzi i žestoki 9                 | Dominic Toretto           | Također producent                                    |
| 2022.  | Thor: Ljubav i grom              | Groot (glas)              |                                                      |
| 2023.  | Čuvari galaksije Vol. 3          | Groot (glas)              |                                                      |
| 2023.  | Brzi i žestoki 10                | Dominic Toretto           | Također producent                                    |
| TBA    | Riddick: Furya                   | Richard B. Riddick        | Snimanje; također producent                          |

### Televizija
| Godina        | Naziv                                       | Uloga                    | Bilješke                                                  |
| ------------- | ------------------------------------------- | ------------------------ | --------------------------------------------------------- |
| 2019., 2021.  | Fast & Furious Spy Racers                   | Dominic Toretto (glas)   | 4 epizode; Izvršni producent                              |
| 2022. – 2023. | I Am Groot                                  | Groot (glas)             | Glavna uloga                                              |
| 2022.         | The Guardians of the Galaxy Holiday Special | Groot (glas)             | Televizijski specijal                                     |
| 2023.         | Marvel Studios: Assembled                   | On sam                   | Epizoda: "Proces stvaranja filma Čuvari galaksije Vol. 3" |
| 2024.         | Ark: The Animated Series                    | Santiago Da Costa (glas) | Također izvršni producent                                 |

### Videoigre
| Godina | Naslov                                             | Glasovna uloga     | Bilješke                  |
| ------ | -------------------------------------------------- | ------------------ | ------------------------- |
| 2004.  | The Chronicles of Riddick: Escape from Butcher Bay | Richard B. Riddick |                           |
| 2009.  | Wheelman                                           | Milo Burik         |                           |
| 2009.  | The Chronicles of Riddick: Assault on Dark Athena  | Richard B. Riddick |                           |
| 2020.  | Fast & Furious Crossroads                          | Dominic Toretto    |                           |
| 2024.  | Ark 2                                              | Santiago Da Costa  | Također izvršni producent |

### Drugo
| Godina       | Naziv                        | Uloga           | Bilješke                                                  |
| ------------ | ---------------------------- | --------------- | --------------------------------------------------------- |
| 2015., 2018. | Fast & Furious: Supercharged | Dominic Toretto | Zabavna atrakcija u Universal Studios Hollywood i Florida |

## Diskografija

### Singlovi
| Naziv            | Godina | Album                 |
| ---------------- | ------ | --------------------- |
| „Feel Like I Do” | 2020.  | Singlovi izvan albuma |
| „Days Are Gone”  | 2020.  | Singlovi izvan albuma |

## Vanjske poveznice
- Službena stranica
- Vin Diesel u internetskoj bazi filmova IMDb-u (engl.)